# Ioannis Rizos
Ioannis Rizos (2 de marzo de 2000) es un deportista griego que compite en atletismo. Ganó una medalla de bronce en los Juegos Mediterráneos de 2022, en la prueba de salto con pértiga.